# اتوکونوکو

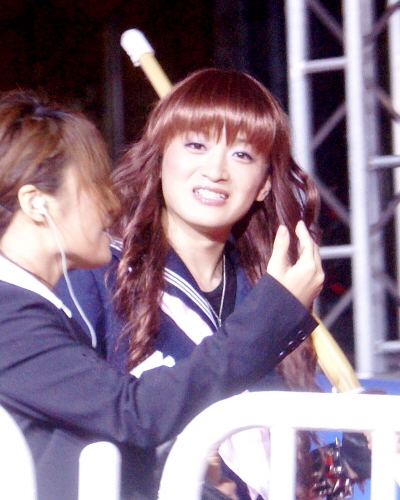
کمدین مذکر یاکون ساکورازوکا به عنوان یک دختر مدرسه‌ای مبدل‌پوشی کرده‌است.

اتوکونوکو (انگلیسی: Otokonoko) (男の娘, که در زبان انگلیسی به "male daughter" یا "male girl" ترجمه شده‌است و معنای آن «دختر مذکر» است، همچنین به عنوان otoko no musume نیز تلفظ می‌شود) یک اصطلاح ژاپنی برای مردانی است که از نظر بیان جنسیت، زنانه هستند. این اصطلاح شامل مردانی است که ظاهری زنانه دارند یا آنهایی که لباس‌های جنسیت مقابل را می‌پوشند. این اصطلاح در ژاپن برای توصیف مردانی استفاده می‌شود که به صورت شخصیت‌های زنانه در انیمه‌ها و مانگاها ظاهر می‌شوند و برخی از آن‌ها هم به عنوان هنرمندان کابوکی به این شکل عمل می‌کنند. 